# Urrós (Mogadouro)
Urrós é uma povoação portuguesa sede da Freguesia de Urrós do Município de Mogadouro, freguesia com 32,47 km² de área e 250 habitantes (censo de 2021), tendo, por isso, uma densidade populacional de 7,7 hab./km².

## Demografia
A população registada nos censos foi:
| Ano  | 0-14 Anos | 15-24 Anos | 25-64 Anos | > 65 Anos |
| 2001 | 40        | 44         | 201        | 140       |
| 2011 | 8         | 22         | 141        | 147       |
| 2021 | 15        | 8          | 97         | 130       |

## Aldeias
A freguesia é composta por duas aldeias:
- Urrós
- Urrós Gare

## Topografia
Situada na margem direita do rio Douro, a freguesia de Urrós encontra-se a vinte quilómetros da vila de Mogadouro. O seu caráter de fronteira, juntamente com a geografia acidentada marcou seu caráter e evolução ao longo da história.
Localizado num pequeno monte, na margem direita do Rio Douro na sua entrada em Portugal, rodeada por pequenos vales. Ribeirinhos do Douro, a leste, com Algoso e Matela, ao norte, com Travanca do oeste, e com Brunhozinho Bemposta e do sul. Esses limites são marcados Oleiros Castelo (junto ao rio), Gimonde Pico (na forma de Algoso), Pico do Chelreco (na forma de Matela), Peña fazer Cup (na forma de Travanca) e Canyon (na forma de Bemposta). Outros lugares são Fachal, Cabeço da Vela, Cabeço do Mau Nome (ex Quagadeiro), Monte da Gaita, Gimonde, Mazouco, Palácio Barrocal (assim chamados porque eles pertencem ao palácio da Ordem de Malta), Atalaya, Fechar, cattails, Figueitos, Mondim, Cachoeira da Forja, salinha…
Alguns autores dizem que seu nome tem uma origem topográfica, enquanto outros sugerem que era de propriedade do Oborrós muçulmano em 1019. O nome de Urros aparece de forma diferente em vários documentos: Urros (840), Urros (840), Duros, Durros, Huros, Orrio (no Foral de 1182). Nos séculos XIV e XV aparece Orge, Ordo, Orgho e Orio, possivelmente derivado de cevada. Outros autores dizem que o seu nome veriva do feito que a freguesia assenta numa pequena chã, entre dois ribeiros, de vales pouco declivosos e pequenos.
É uma freguesia que tem sofrido uma considerável evolução nos últimos anos. Em meados do século, a agricultura era ainda extremamente rudimentar. No “Guia de Portugal”, Sant’Anna Dionísio referia em relação a esta realidade económica de Urrós: “Estamos em pleno planalto mirandês, solene, desafogado e ascético. Horizontes dilatadíssimos mas indefinidos. Ao longe, para as bandas do norte, desenha-se o discreto vulto azulado da serra de Nogueira. (…)
Sucedem-se as folhas centeeiras, de pousio, entremeadas, aqui e além, de pedregulhada. São terras pobres ou depauperadas, trabalhadas ainda, em grande escala, à maneira antiga, com o velho arado mourisco puxado por dois burricos ou muares. Os tractores já vão aparecendo, mas as seis ou oito sementes que o solo lavrado e semeado dá, no final da canseira, a custo os suporta.”
Uma freguesia muito especial, neste Município de Mogadouro. Para alguns, mais espanhola do que portuguesa. Por posição e por cultura. Pinho Leal, no “Portugal Antigo e Moderno”, chegava mesmo a dizer através de um curioso discurso: “A gente d’esta freguezia, pella sua vezinhança com a Galliza, falla mais gallego que portuguez. Mas nem por isso detesta menos os gallegos, do que os mais arraianos portuguezes”.

## História

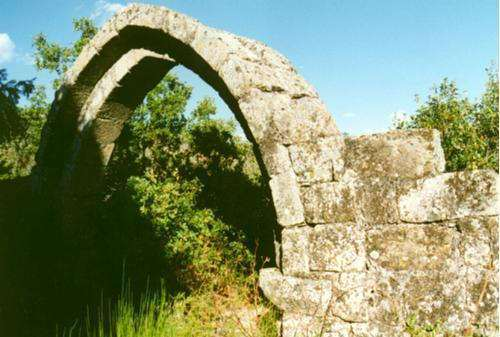

Toda a freguesia tem as condições ideais para ter servido com eficácia as populações castrejas, necessariamente precisadas de segurança e de protecção. Urreta Malhada e Cerco são povoados abertos desse período, encontrados há alguns anos nesta freguesia. Em Meirede, foram achadas diversas moedas romanas e outros objectos, como pedaços de cerâmica e machados, da mesma época. Encontram-se actualmente, estes objectos, no Museu Regional de Bragança.
Pré-história. Há alguns indícios que sugerem que no município de Urros eram pequenos enclaves habitada durante o período Neolítico, cerca de 5.000 aC. Estes incluem a gruta do Buraco dos Morcegos, uma imensa caverna no telefone de um penhasco ao longo da margem do rio Douro, que leva o nome de morcegos que estão no seu limite máximo. Existem vestígios de pinturas. Esse tempo também é uma rocha chamada Peña Campã, que soa como uma bigorna, tendo feito cavidades illo tempore pela água.
Iberos. Mas foi o seu personagem que deu a fronteira, ao longo dos séculos, uma condição ideal para se tornar um enclave militar. Durante o período Ibérica, a área foi um castro luso o zoela localizado no Pico de Bouça de Aires, em torno da qual havia várias áreas habitadas. Daí que alguns chamam de Castelo de Bouça de Aires. A partir deste período são contas de vidro azul e um bezerro de ouro. A legenda diz: "Entre o Castelo de Bouça de Aires / E o sítio de Correchá / Há um bezerro de ouro / Quem o achar seu será".
Romanos. Durante a época romana, uma outra força de pe-flauta um pouco mais ao sul, Urreta Malhada, onde encontraram várias moedas, cerâmica, tecido e um anel de bronze. Perto de São Facundo, elas estão relacionadas a Castro Baldoeiro ou Cidade Baniense. Ele era um foco ativo de romanização, por suas minas de sal e sua localização estratégica na Lusitânia, o que resultou em ainda a criação de um segundo núcleo: Meixide (Meireide atual). Não foram encontradas partes do neolítico (um machado de sílex e um arado de ferro), lápides e moedas romanas (um centavo da época de Augusto, um cunhado de Júlio César em Girona, um asse de Galiano, e um dos Constantino, cunhada em Narbona), agora no Museu Regional de Bragança.
Mas o maior vestígio de povoamento castrejo em Urrós deve ser mesmo o Castelo de Oleiros. Encontra-se num alto fronteiro a Espanha, que terá sido inicialmente um castro lusitano. A romanização não faltou, conforme se depreende dos diversos achados: lápides, esculturas, cerâmica vária (talvez daí o nome de Oleiros), tudo da época romana.
As lendas sobre mouros e mouras, nestes lugares de Urrós, abundam, como aliás em toda a região. Uma delas diz que em Tomelar, numa fraga próxima da ponte do mesmo nome, está gravada a pegada do diabo, que ali bem desempenharia o papel de um mouro amaldiçoado. Diz o povo que o tal mafarrico passou por ali quando corria atrás de Nossa Senhora, em fuga para o Egipto.
Nas Inquirições de 1258, aparece já uma referência à freguesia, embora de forma indirecta. Uma prova da sua existência anterior. Todas as suas terras pertenciam então a vilãos-herdadores e nada à coroa. Por estar junto à fronteira, sofreu sempre as consequências das escaramuças entre Portugal e Espanha.
A nível eclesiástico, Urrós foi inicialmente da paróquia de Sendim até constituir abadia independente. No entanto, o pároco de Sendim apresentou sempre o abade desta freguesia, que por volta do século XVIII tinha de rendimento anual apenas o pé de altar, caso raro, senão único, em todo o País.
Segundo o Cadastro da População do Reino, ordenado em 1527 por D. João III, Urrós pertencia ao termo de Algoso e tinha noventa fogos, a que deveriam corresponder mais de duzentos moradores. Um número importante para a época e que se explica pelo estatuto que logo a seguir à fundação da Nacionalidade adquiriu no concelho em que se integrava. Apenas na sede concelhia vivam por essa época mais pessoas.
Curioso documento sobre Urrós é o “Tombo dos bens da comenda de Algoso”, de 1684. Nesse documento, são demarcados com clareza os limites da freguesia: “Comesa desdonde chamão ao Baceial junto ao rio Douro e core rio abaixo ao Castello de Oleiros e dahi vai rodeira asima ate as Penas de Luis Sanches e dali vai ao Péguão de Gemonde e corta por baixo da Cortinha do Marmeleiro que oje de Manoel Pires deste luguar por sima da Ribeira donde esta hum marquo com hua cruz e dahi vai as Penas da Siara e core ao piquão e quabeço do Chelrequo donde esta hum marquo entre dous penedos nos quais esta uma cruz e dahi vai a Pena donde se fazem as cartas e escrituras donde esta hua cruz e dali vai a Pena Figueira e core a Pena do Vasso e dali corta ao Quabeço do Quaguadeiro, e dahi toda a rodeira e estrada diguo em te a estrada de Brinhosinho toda a estrada e rodeira ate a estrada de Mourisquo”. Um curioso documento e que na época deu aso a fortes polémicas entre Urrós e as povoações circunvizinhas.
Em 1710, durante a Guerra dos Setenta Anos, os espanhóis invadiram a área. Foi então quando Urrós foi erigida na sua localização atual, depois ter deixado o castelo de Oleiros. Em 1718, o rei renovou seu legal e torna-se uma nova Tombo na localidade. Depois da guerra com Espanha em 1762, muitas pessoas começaram a viagem de migração ou do exílio, principalmente para Salamanca e Zamora. Isso afetou mesmo as famílias mais importantes, como os Rodrigues de Algoso, que depois de passar por Villalube, Benegiles e Fresno de la Ribera estabelecerom-se em Alcañices. Até 1771 não foi reconstruída a igreja paroquial, cujo altar barroco foi o trabalho do artista plástico Francisco António da Silva, de Mogadouro, enquanto a madeira foi de José Gonçalves, de Sanhoane).

## Locais de interesse
Os atractivos turísticos de Urrós podem dividir-se nas memórias ancestrais, na beleza natural e nas actividades tradicionais. Começando por um regresso ao passado, a Igreja dos Mouros é um ponto de passagem obrigatório para recordar a presença romana por terras do Alto Douro. No local de São Fagundo são ainda visíveis dois arcos, um românico e outro gótico, como nos explica um projecto levado a cabo pela Escola Básica 2,3 de Nevogilde, sob orientação da professora Ester Alves e disponibilizado em http://urrosmogadouro.blogs.sapo.pt. O templo romano original terá sido ampliado ou reconstruído no período medieval, daí a existência de dois arcos de estilos arquitectónicos diferentes.
Outro registo de tempos idos que perdura em Urrós é o retábulo pictórico, que pode ser visto na igreja matriz. Nesta pintura consta ao centro o arcanjo S. Miguel a pesar o comportamento das almas, decidindo sobre a ascensão ao céu, representado na metade superior, ou a queda ao inferno, na metade inferior.
A Natureza dotou bem a freguesia de uma beleza ímpar, salientando-se a paisagem das arribas do Douro, que tantos turistas atrai a esta região. De entre estas «varandas» para o Douro salientam-se o piquete da Cerca, as arribas de Torrica (por cimas dos Fornos da Cal, minério outrora extraído), o Castelo de Bouça d'Aires (junto à ribeira dos moinhos) e a paisagem dos vinhedos vista do campanário da igreja matriz.
Se a Sul o Douro domina a paisagem, convém referir que há duas ribeiras a ladear Urrós. A da Frágua passa a Nascente, enquanto a do Valado (também conhecida por Ribeira dos Moinhos) se encontra a Poente, assim como a Barragem das Lages.
Quanto à fauna, salienta-se a presença de cegonhas e de pombos, por motivos diferenciados. As primeiras chegam pelo início de Fevereiro, com a subida da temperatura, e procuram as copas dos carvalhos junto à lagoa das Lajes para aí fazerem os ninhos. Outras há que optam pelo topo dos postes de electricidade.
Os pombos estiveram perto de deixar Urrós, mas o projecto de intervenção promovido pelo Parque Natural do Douro Internacional tem levado à recuperação e repovoamento dos pombais. No interior destas «casas», feitas em pedra, existem numerosos buracos que servem para a nidificação, que ocorre duas a três vezes por ano.
Características da freguesia são ainda as bodegas, túneis escavados no sol onde antigamente se conservavam o vinho e alimentos. Entre os anos 30 e 40 do século passado, estes buracos dispunham, pela forma da construção, de um sistema de climatização e arejamento que mantinham uma temperatura baixa mesmo durante o calor do Verão, tendo capacidade para armazenar duas pipas de 100 a 150 litros cada. Antigamente, as pessoas desciam às bodegas e enchiam o garrafão à medida das necessidades.
São duas as festas em que a população de Urrós se junta. A principal, até pela presença dos filhos da terra que emigraram à procura de uma vida melhor, é a Festa de S. Sebastião, realizada ao terceiro domingo de Agosto. Antes, mais precisamente cinquenta dias após a Páscoa, celebra-se a Festa em Honra de Nosso Senhor, que engloba três voltas à freguesia: uma pelos gaiteiros a anunciar a alvorada, a do mordomo e amigos a “pedir esmola” para o Santo, logo a seguir ao pequeno-almoço, e o regresso dessa «comitiva» ao final da tarde, havendo sempre iguarias doceiras em casa do mordomo para quem se juntar ao convívio.

## Caracterização
Actividades Económicas:
- Agricultura
- Pecuária com várias explorações de produção de leite, carne bovina e coelhos.
- Pequena Indústria de Serralharia para Construção Civil.
- Indústria de Panificação.
- Queijaria com fabrico de queijo de ovelha e cabra artesanal
- Restauração, cafés e refeições caseiras fornecidas pelo Centro de Dia da - Associação Cultural de Solidariedade Social.

Artesanato:
- Colchas de renda e tear.
- Tapetes tradicionais.

Feiras:
- Dia 6 de cada mês
- Feira anual dos reis (não se praticam actualmente)

Movimentos Associativos:
- Associação Cultural de Solidariedade Social de Urrós
- Associação Cultural e Recreativa de Urrós
- Associação de Caça e Pesca de Urrós
- Grupo Desportivo de Urrós

Associações Desportivas e Recreativas:
- Grupo desportivo de Urrós, campeão da 2ª divisão Distrital na época de 1990-1991, encontra-se actualmente inactivo.
- Associação de Caça e Pesca de Urrós

Associações Culturais:
- Associação Cultural e Recreativa de Urrós, esta Associação encontra-se inactiva há alguns anos.

Associações Sociais:
- Associação Cultural de Solidariedade Social de Urrós, que tem a seu cargo o Centro de Dia, o Lar e ainda presta apoio domiciliário a que o solicitar.

## Património
- «Freguesia de Urrós»
- Castelo de Oleiros
- Necrópole
- Igreja de São Facundo